# Cuiry-Housse
Cuiry-Housse és un municipi francès situat al departament de l'Aisne i a la regió dels Alts de França. L'any 2007 tenia 108 habitants.

## Demografia

### Població
El 2007 la població de fet de Cuiry-Housse era de 108 persones. Hi havia 44 famílies de les quals 8 eren unipersonals (4 homes vivint sols i 4 dones vivint soles), 16 parelles sense fills i 20 parelles amb fills.
La població ha evolucionat segons el següent gràfic:
Habitants censats

### Habitatges
El 2007 hi havia 50 habitatges, 43 eren l'habitatge principal de la família i 7 eren segones residències. 48 eren cases i 2 eren apartaments. Dels 43 habitatges principals, 30 estaven ocupats pels seus propietaris i 13 estaven llogats i ocupats pels llogaters; 1 tenia dues cambres, 7 en tenien tres, 11 en tenien quatre i 24 en tenien cinc o més. 25 habitatges disposaven pel capbaix d'una plaça de pàrquing. A 16 habitatges hi havia un automòbil i a 21 n'hi havia dos o més.

### Piràmide de població
La piràmide de població per edats i sexe el 2009 era:
| Homes | Edats   | Dones |
| ----- | ------- | ----- |
| 0     | 95 o +  | 0     |
| 0     | 90 a 94 | 0     |
| 0     | 85 a 89 | 0     |
| 0     | 80 a 84 | 0     |
| 0     | 75 a 79 | 0     |
| 8     | 70 a 74 | 4     |
| 0     | 65 a 69 | 8     |
| 0     | 60 a 64 | 0     |
| 0     | 55 a 59 | 0     |
| 0     | 50 a 54 | 0     |
| 4     | 45 a 49 | 4     |
| 4     | 40 a 44 | 0     |
| 4     | 35 a 39 | 0     |
| 8     | 30 a 34 | 4     |
| 4     | 25 a 29 | 12    |
| 0     | 20 a 24 | 0     |
| 0     | 15 a 19 | 4     |
| 4     | 10 a 14 | 0     |
| 12    | 5 a 9   | 0     |
| 8     | 0 a 4   | 4     |

## Economia
El 2007 la població en edat de treballar era de 80 persones, 54 eren actives i 26 eren inactives. De les 54 persones actives 50 estaven ocupades (28 homes i 22 dones) i 4 estaven aturades (1 home i 3 dones). De les 26 persones inactives 9 estaven jubilades, 9 estaven estudiant i 8 estaven classificades com a «altres inactius».
Activitats econòmiques
Dels 6 establiments que hi havia el 2007, 1 era d'una empresa de comerç i reparació d'automòbils, 1 d'una empresa de transport, 1 d'una empresa immobiliària, 1 d'una empresa de serveis i 2 d'empreses classificades com a «altres activitats de serveis».
L'any 2000 a Cuiry-Housse hi havia 3 explotacions agrícoles que ocupaven un total de 819 hectàrees.

## Poblacions més properes
El següent diagrama mostra les poblacions més properes.